# 伊塔乌
伊塔乌（葡萄牙語：Itaú）是巴西北大河州的一个市镇。总面积133.032平方公里，总人口5544人，人口密度41.7人/平方公里。